# Möldri (Salme)
Möldri – wieś w Estonii, w prowincji Sarema, w gminie Salme.